# テオレマ
『テオレマ』（イタリア語: Teorema, 「定理・定式」の意）は、1968年（昭和43年）製作・公開のピエル・パオロ・パゾリーニ監督によるイタリアの映画である。

## ストーリー
ミラノ郊外に住む、工場経営者であるブルジョワ家庭（主人、妻、娘、息子、家政婦）に一人の男が姿を現わし、なぜか男と一家との共同生活が始まる。そのうち家族全員は男の謎めいた魅力の虜となってゆくが、男が家族の前から立ち去ると、残された家族は奇妙な行動を取り始め、家庭は崩壊してゆく。

## キャスト
- テレンス・スタンプ： 訪問者
- マッシモ・ジロッティ： パオロ （主人）
- シルヴァーナ・マンガーノ： ルチア （妻）
- アンヌ・ヴィアゼムスキー： オデッタ （娘）
- アレドレ・ホセ・クルス： ピエトロ （息子）
- ラウラ・ベッティ： エミリア （家政婦）
- ニネット・ダヴォリ： 配達人

## 備考
- ラウラ・ベッティがヴェネツィア国際映画祭 女優賞を受賞した。